# Saint-Martial-sur-Isop
Saint-Martial-sur-Isop è un comune francese di 143 abitanti situato nel dipartimento dell'Alta Vienne nella regione della Nuova Aquitania.

## Società

### Evoluzione demografica
Abitanti censiti